# Portoryko na Letnich Igrzyskach Olimpijskich 1960
Portoryko na Letnich Igrzyskach Olimpijskich 1960 w Rzymie reprezentowało 27 zawodników (1 kobieta i 26 mężczyzn). Nie zdobyli żadnego medalu.

## Wyniki zawodników

### Koszykówka
Portoryko zajęło 4. miejsce w grupie C  i w dalszej fazie walczyło o miejsca 9.–16.
- Brazylia –  Portoryko – 75:72
- Meksyk –  Portoryko – 68:64
- ZSRR –  Portoryko – 100:63

W 2. fazie zajęło 3. miejsce w grupie C i w kolejnej walczyło o miejsca 13.–16.
- Filipiny –  Portoryko – 82:80
- Węgry –  Portoryko – 84:80

W 3. fazie Portoryko zajęło 1. miejsce w grupie i ostatecznie zostało sklasyfikowane na 13. miejscu.
- Portoryko –  Hiszpania – 75:65
- Portoryko –  Japonia – 93:73

#### Kadra
- Ángel Cancel
- César Bocachica
- Evelio Droz
- John Moráles
- Johnny Rodríguez
- Toñín Casillas
- Fufi Santori
- Juan Vicéns
- Juan Báez
- Rafael Valle
- José Cestero
- Teófilo Cruz

### Lekkoatletyka

#### Mężczyźni

##### Konkurencje biegowe
| Zawodnik                                                       | Konkurencja        | Eliminacje | Eliminacje | Ćwierćfinał | Ćwierćfinał | Półfinał | Półfinał | Finał    | Finał   | Źródło |
| Zawodnik                                                       | Konkurencja        | Rezultat   | Pozycja    | Rezultat    | Pozycja     | Rezultat | Pozycja  | Rezultat | Pozycja | Źródło |
| -------------------------------------------------------------- | ------------------ | ---------- | ---------- | ----------- | ----------- | -------- | -------- | -------- | ------- | ------ |
| Ramón Vega                                                     | Bieg na 200 m      | 21,8       | 4.         | NQ          | NQ          | NQ       | NQ       | NQ       | NQ      | [ 2 ]  |
| Germán Guenard                                                 | Bieg na 400 m      | 47,3 Q     | 1.         | 47,2        | 5.          | NQ       | NQ       | NQ       | NQ      | [ 3 ]  |
| Iván Rodríguez                                                 | Bieg na 400 m      | 49,6       | 5.         | NQ          | NQ          | NQ       | NQ       | NQ       | NQ      | [ 3 ]  |
| Ovidio de Jesús José Luis Villalongo Ramón Vega Germán Guenard | Sztafeta 4 × 400 m | 3:13,9     | 5.         | —           | —           | NQ       | NQ       | NQ       | NQ      | [ 4 ]  |

##### Konkurencje techniczne
| Zawodnik      | Konkurencja   | Kwalifikacje | Kwalifikacje | Finał    | Finał   | Źródło |
| Zawodnik      | Konkurencja   | Rezultat     | Pozycja      | Rezultat | Pozycja | Źródło |
| ------------- | ------------- | ------------ | ------------ | -------- | ------- | ------ |
| Rolando Cruz  | Skok o tyczce | 4,40         | 8.–9. Q      | 4,55     | 4.      | [ 5 ]  |
| Pedro Camacho | Trójskok      | 14,21        | NQ           | NQ       | NQ      | [ 6 ]  |

### Pływanie

#### Mężczyźni
| Zawodnik       | Konkurencja           | Eliminacje | Eliminacje | Finał    | Finał   | Źródło |
| Zawodnik       | Konkurencja           | Rezultat   | Pozycja    | Rezultat | Pozycja | Źródło |
| -------------- | --------------------- | ---------- | ---------- | -------- | ------- | ------ |
| Robert Chenaux | 400 m stylem dowolnym | 5:24,6     | 39.        | NQ       | NQ      | [ 7 ]  |

### Podnoszenie ciężarów
| Zawodnik        | Konkurencja                   | Wyciskanie | Wyciskanie | Wyciskanie | Rwanie   | Rwanie   | Rwanie   | Podrzut  | Podrzut  | Podrzut  | Wynik | Miejsce | Źródło |
| Zawodnik        | Konkurencja                   | 1. próba   | 2. próba   | 3. próba   | 1. próba | 2. próba | 3. próba | 1. próba | 2. próba | 3. próba | Wynik | Miejsce | Źródło |
| --------------- | ----------------------------- | ---------- | ---------- | ---------- | -------- | -------- | -------- | -------- | -------- | -------- | ----- | ------- | ------ |
| Fernando Báez   | Waga kogucia (do 56 kg)       | 100,0      | 100,0      | 100,0      | 80,0     | 80,0     | 82,5     | 110,0    | 115,0    | 115,0    | 290,0 | 15.–16. | [ 8 ]  |
| Fernando Torres | Waga lekkociężka (do 82,5 kg) | 120,0      | 125,0      | 125,0      | 112,5    | 117,5    | 120,0    | 152,5    | 157,5    | 157,5    | 390,0 | 11.–13. | [ 9 ]  |

### Strzelectwo
| Zawodnik         | Konkurencja                   | Kwalifikacje | Kwalifikacje | Finał    | Finał   | Źródło |
| Zawodnik         | Konkurencja                   | Rezultat     | Pozycja      | Rezultat | Pozycja | Źródło |
| ---------------- | ----------------------------- | ------------ | ------------ | -------- | ------- | ------ |
| León Lyon        | Pistolet szybkostrzelny, 25 m | —            | —            | 558      | 40.     | [ 10 ] |
| Miguel Barasorda | Pistolet dowolny, 50 m        | 349          | 15. Q        | 522      | 39.     | [ 11 ] |
| Fred Guillermety | Pistolet dowolny, 50 m        | 339          | 23. Q        | 513      | 48.     | [ 11 ] |
| Xavier Zequeira  | Trap                          | b.d.         | NQ           | NQ       | NQ      | [ 12 ] |

### Szermierka

#### Kobiety
| Zawodniczka  | Konkurencja          | Eliminacje | Eliminacje | Ćwierćfinał | Ćwierćfinał | Półfinał | Półfinał | Finał    | Finał   | Źródło |
| Zawodniczka  | Konkurencja          | Rezultat   | Pozycja    | Rezultat    | Pozycja     | Rezultat | Pozycja  | Rezultat | Pozycja | Źródło |
| ------------ | -------------------- | ---------- | ---------- | ----------- | ----------- | -------- | -------- | -------- | ------- | ------ |
| Gloria Colón | floret indywidualnie | 2          | 5.         | NQ          | NQ          | NQ       | NQ       | NQ       | NQ      | [ 13 ] |

Wyniki szczegółowe:
- Gloria Colón –  Aleksandra Zabielina – 4:2
- Gloria Colón –  Catherine Delbarre – 0:4
- Gloria Colón –  Helga Mees – 1:4
- Gloria Colón –  Sioe Gouw Pau – 1:4
- Gloria Colón –  Harriet King – 4:3
- Gloria Colón –  Danny van Rossem – walkower